# Na Západ
Na Západ (v anglickém originále Into the West) je americká výpravná minisérie z roku 2005, kterou produkoval Steven Spielberg pro televizi TNT. Po letním odvysílání byla v říjnu téhož roku vydána na DVD. Sestává z šesti dvouhodinových filmů, které natočilo šest různých režisérů.

## Děj
Seriál sleduje osídlování amerického západu a jeho rozmach v rozmezí let 1825 až 1890, tedy od prvního pronikání anglicky hovořících obyvatel do Španěly ovládané Kalifornie, přes tamní „zlatou horečku“, rozmach telegrafu a železnice, indiánskou úmluvu ve Fort Laramie 1851 a další historické momenty. Tento dějinný vývoj popisuje prostřednictvím dvou hlavních hrdinů a jejich rodinných či kmenových klanů – jižanského koláře Jacoba Wheelera a lakotského šamana Milovaný bizony.

## Hlavní postavy
Herci a postavy jsou uvedeni dle řazení v úvodních titulcích jednotlivých dílů. Některé postavy v průběhu jejich dospívání a stárnutí ztvárnili různí herci:

### První díl
| Simon R. Baker    | mladý Loved by the Buffalo (Milovaný bizony), medicinman Lakotů                    |
| Josh Brolin       | Jebediah Smith, lovec a dobrodruh                                                  |
| Gary Busey        | Johnny Fox, Smithův pomocník                                                       |
| Tonantzin Carmelo | Thunder Heart Woman (Žena bouřlivého srdce), indiánka kmene Lakotů a Jacobova žena |
| Zahn McClarnon    | Running Fox (Běžící liška), indián kmene Lakotů, bratr Psí hvězdy                  |
| Will Patton       | James Fletcher, horal                                                              |
| Matthew Settle    | Jacob Wheeler, syn koláře a dobrodruh                                              |
| Michael Spears    | Dog Star (Psí hvězda), indián kmene Lakotů, bratr Běžící lišky                     |
| Gordon Tootoosis  | Growling Bear (Bručící medvěd), starší medicinman Lakotů                           |
| Alan Tudyk        | Nathan Wheeler, Jacobův bratr                                                      |
| Skeet Ulrich      | Jethro Wheeler, Jacobův bratr                                                      |

### Druhý díl
| Beau Bridges      | Stephen Hoxie, vůdce vozové kolony                                        |
| Jessica Capshaw   | Rachel Wheelerová, Jacobova sestřenice                                    |
| Tonantzin Carmelo | Thunder Heart Woman (Žena bouřlivého srdce), Jacobova a pak Jethrova žena |
| Derek de Lint     | kazatel Hobbs, cestující s vozovou kolonou                                |
| George Leach      | dospělý Loved by the Buffalo (Milovaný bizony), medicinman Lakotů         |
| Zahn McClarnon    | Running Fox (Běžící liška), indián kmene Lakotů, bratr Psí hvězdy         |
| Keri Russell      | Naomi Wheelerová, Jacobova sestřenice                                     |
| Matthew Settle    | Jacob Wheeler, kolář, dobrodruh a voják                                   |
| Michael Spears    | Dog Star (Psí hvězda), indián kmene Lakotů, bratr Běžící lišky            |
| Jay Tavare        | Prairie Fire (Prérijní oheň), manžel Naomi                                |
| Skeet Ulrich      | Jethro Wheeler, Jacobův bratr                                             |

### Třetí díl
| Sean Astin         | Martin Jarrett, zlatokop                                                                                         |
| Tonantzin Carmelo  | Thunder Heart Woman (Žena bouřlivého srdce), Jethrova a pak opět Jacobova žena                                   |
| Sheila Tousey      | stará Thunder Heart Woman (Žena bouřlivého srdce)                                                                |
| Tyler Christopher  | dospělý Jacob Wheeler junior / High Cloud (Vysoký mrak), druhorozený syn Jacoba Wheelera a Ženy bouřlivého srdce |
| Rachael Leigh Cook | mladá Clara Wheelerová, adoptovaná dcera Samsona Wheelera                                                        |
| Balthazar Getty    | David Wheeler, syn Ezry Wheelera, Jacobova bratra                                                                |
| Daniel Gillies     | Ethan Biggs, fotograf a manžel Margaret Jasného světla                                                           |
| Graham Greene      | Conquering Bear (Vítězný medvěd), náčelník Lakotů                                                                |
| George Leach       | dospělý Loved by the Buffalo (Milovaný bizony), medicinman Lakotů                                                |
| Zahn McClarnon     | Running Fox (Běžící liška), indián kmene Lakotů, bratr Psí hvězdy                                                |
| Russell Means      | starý Running Fox (Běžící liška)                                                                                 |
| Matthew Modine     | Samson Wheeler, Jacobův bratranec                                                                                |
| Tyler Posey        | 12letý Abraham „Abe“ Wheeler / High Wolf (Vysoký vlk), prvorozený syn Jacoba Wheelera a Ženy bouřlivého srdce    |
| Christian Kane     | dospělý Abraham „Abe“ Wheeler / High Wolf (Vysoký vlk)                                                           |
| Elizabeth Sage     | dospívající Margaret Light Shines (Jasné světlo), dcera Jacoba Wheelera a Ženy bouřlivého srdce                  |
| Irene Bedard       | dospělá Margaret Light Shines (Jasné světlo)                                                                     |
| Matthew Settle     | Jacob Wheeler, voják a kolář                                                                                     |
| John Terry         | starý Jacob Wheeler                                                                                              |
| Michael Spears     | Dog Star (Psí hvězda), indián kmene Lakotů, bratr Běžící lišky                                                   |
| Gil Birmingham     | starý Dog Star (Psí hvězda)                                                                                      |
| Skeet Ulrich       | Jethro Wheeler, Jacobův bratr a druhý manžel Ženy bouřlivého srdce                                               |

### Čtvrtý díl
| Irene Bedard       | dospělá Margaret Light Shines (Jasné světlo), dcera Jacoba Wheelera a Ženy bouřlivého srdce                      |
| Tom Berenger       | plukovník J. Chivington                                                                                          |
| Gil Birmingham     | starý Dog Star (Psí hvězda), indián kmene Lakotů, bratr Běžící lišky                                             |
| Tyler Christopher  | dospělý Jacob Wheeler junior / High Cloud (Vysoký mrak), druhorozený syn Jacoba Wheelera a Ženy bouřlivého srdce |
| Rachael Leigh Cook | mladá Clara Wheelerová, adoptovaná dcera Samsona Wheelera a žena Daniela Wheelera                                |
| Daniel Gillies     | Ethan Biggs, fotograf a manžel Margaret Jasného světla                                                           |
| Lance Henriksen    | Daniel Wheeler, syn Cyruse Wheelera, Jacobova bratrance a manžel Clary                                           |
| Christian Kane     | dospělý Abraham „Abe“ Wheeler / High Wolf (Vysoký vlk), prvorozený syn Jacoba Wheelera a Ženy bouřlivého srdce   |
| Warren Kole        | Robert Wheeler, syn Daniela Wheelera                                                                             |
| Russell Means      | starý Running Fox (Běžící liška), indián kmene Lakotů, bratr Psí hvězdy                                          |
| Jonathan Scarfe    | generál George Custer                                                                                            |
| Wes Studi          | Black Kettle (Černý kotlík), náčelník kmene Čejenů                                                               |

### Pátý díl
| Irene Bedard       | dospělá Margaret Light Shines (Jasné světlo), dcera Jacoba Wheelera a Ženy bouřlivého srdce                      |
| Gil Birmingham     | starý Dog Star (Psí hvězda), indián kmene Lakotů, bratr Běžící lišky                                             |
| Keith Carradine    | kapitán Richard Pratt                                                                                            |
| Tyler Christopher  | dospělý Jacob Wheeler junior / High Cloud (Vysoký mrak), druhorozený syn Jacoba Wheelera a Ženy bouřlivého srdce |
| Rachael Leigh Cook | mladá Clara Wheelerová, adoptovaná dcera Samsona Wheelera a žena Daniela Wheelera                                |
| Warren Kole        | mladý Robert Wheeler, syn Daniela Wheelera a manžel Clary                                                        |
| Russell Means      | starý Running Fox (Běžící liška), indián kmene Lakotů, bratr Psí hvězdy                                          |
| Judge Reinhold     | Douglas Hillman                                                                                                  |
| Jonathan Scarfe    | generál George Custer                                                                                            |
| Eric Schweig       | Sitting Bull (Sedící býk), náčelník kmene Siouxů                                                                 |
| John Terry         | starý Jacob Wheeler                                                                                              |
| Sheila Tousey      | stará Thunder Heart Woman (Žena bouřlivého srdce), Jacobova žena                                                 |

### Šestý díl
| Irene Bedard            | dospělá Margaret Light Shines (Jasné světlo), dcera Jacoba Wheelera a Ženy bouřlivého srdce |
| Gil Birmingham          | starý Dog Star (Psí hvězda), indián kmene Lakotů, bratr Běžící lišky                        |
| Joanna Going            | starší Clara Wheelerová, adoptovaná dcera Samsona Wheelera a žena Daniela Wheelera          |
| Joseph M. Marshall III. | starý Loved by the Buffalo (Milovaný bizony), medicinman Lakotů                             |
| David Paymer            | Daniel Royer                                                                                |
| Eric Schweig            | Sitting Bull (Sedící býk), náčelník kmene Siouxů                                            |
| Craig Sheffer           | dospělý Robert Wheeler, syn Daniela Wheelera a manžel Clary                                 |
| Chaske Spencer          | Voices that Carry (Nesoucí se hlasy)                                                        |
| John Terry              | starý Jacob Wheeler                                                                         |
| Sheila Tousey           | stará Thunder Heart Woman (Žena bouřlivého srdce), Jacobova žena                            |

## Přehled dílů
| Pořadí | Původní název      | Český název            | Režie                | Scénář                                        | Premiéra v USA    |
| ------ | ------------------ | ---------------------- | -------------------- | --------------------------------------------- | ----------------- |
| 1      | Wheel to the Stars | Cesta ke hvězdám       | Robert Dornhelm      | William Mastrosimone                          | 10. června 2005   |
| 2      | Manifest Destiny   | Znamení osudu          | Simon Wincer         | Cyrus Nowrasteh, William Mastrosimone (námět) | 17. června 2005   |
| 3      | Dreams & Schemes   | Člověk míní a Bůh mění | Sergio Mimica-Gezzan | Craig Storper, William Mastrosimone (námět)   | 24. června 2005   |
| 4      | Hell on Wheels     | Peklo na kolech        | Michael W. Watkins   | Kirk Ellis, William Mastrosimone (námět)      | 8. července 2005  |
| 5      | Casualties of War  | Oběti války            | Timothy Van Patten   | William Mastrosimone                          | 15. července 2005 |
| 6      | Ghost Dance        | Tanec duchů            | Jeremy Podeswa       | William Mastrosimone                          | 22. července 2005 |

## Ocenění
Seriál si vysloužil nominaci na Zlatý glóbus v kategorii nejlepší minisérie či televizní film. Následujícího roku byl nominován na Cenu Emmy v rekordních 16 kategoriích.